# 劉子羽
齐敬王劉子羽（458年—459年），字孝英，宋孝武帝劉駿第十四子，母為殷贵妃（殷淑儀實為南郡王劉義宣女，即劉駿堂妹）。

## 生平
大明二年（458年），劉子羽出生。大明三年（459年），劉子羽夭折，年仅两岁。因为劉子羽的母亲殷贵妃受到劉駿的极端寵愛，劉駿便追封劉子羽为齐王，谥曰敬。

## 延伸阅读
[在维基数据编辑]